# Wybory prezydenckie w Kirgistanie w 2017 roku
Wybory prezydenckie w Kirgistanie w 2017 roku odbyły się 15 października.

## Ordynacja wyborcza
Prezydent Kirgistanu wybierany jest na drodze głosowania, które przebiega w dwóch turach. Zgodnie z Konstytucją Kirgistanu z 2010 roku prezydent jest wybierany na 6-letnią kadencję bez możliwości ubiegania się o reelekcję.
Początkowo dniem wyborów miał być 19 listopada, jednakże 29 maja prezydent Ałmazbek Atambajew zdecydował o przeniesieniu głosowania na 15 października. Wynikało to z tego, że gdyby nowy prezydent nie został wyłoniony w pierwszej turze to druga odbyłaby się już po wygaśnięciu mandatu Atambajewa, doprowadzając do pozostania tego urzędu nieobsadzonym.

## Kandydaci
Rejestracja kandydatów trwała do 31 lipca 2017 roku. Od 1 sierpnia do 10 września będzie trwało sprawdzanie dostarczonych dokumentów oraz dopełnianie formalności. Aby zostać zarejestrowanym jako kandydat, należy wnieść opłatę 1 miliona somów, zebrać 30 tysięcy podpisów poparcia, przejść test znajomości języka, przedstawić upoważnionych przedstawicieli, pełnomocników oraz obserwatorów przy funduszu wyborczym. 10 września rozpocznie się kampania wyborcza i będzie trwała do 14 października.
Mimo wcześniejszych zapowiedzi swojej kandydatury nie złożył obecny Toraga Rady Najwyższej Czynybaj Tursunbekow. Swoją decyzję motywował przywiązaniem do obecnie zajmowanej funkcji oraz tym, że zależy mu na jedności kraju – jego decyzja o starcie mogła bowiem przyczynić się podziałów w jego obecnej partii, której władze zagroziły mu, że jeśli wystartuje w wyborach zostanie z niej usunięty.
7 sierpnia doszło do zawiązania koalicji między Adachanem Madumarowem, Achmatbekiem Kełdibekowem, Kamczybekiem Taszijewem oraz Bakytem Töröbajewem. Oświadczyli oni, że zostanie wybrany spośród nich jeden, wspólny kandydat. Z powodu braku pomysłu wśród samych kandydatów na nazwanie nowej frakcji ogłosili oni 9 sierpnia internetowy konkurs na nazwę oraz logo nowej partii. Główną nagrodą ma być iPhone 7. Wysłanych zostało 347 projektów, z których tylko 27 spełniło wymagania konkursowe. 30 sierpnia ogłoszony został wybór nazwy „Кайра Жаралуу" („Odrodzenie"), a logo zostało zaprezentowane na portalu społecznościowym facebook. 11 września Bakyt Töröbajew ogłosił, że inicjatywa utworzenia wspólnego ugrupowania zakończyła się niepowodzeniem. Spowodowane to było brakiem porozumienia między jego członkami co do wyboru jednego kandydata.
9 września wszyscy kandydaci podpisali porozumienie, w którym zobowiązali się m.in. do: przestrzegania norm prawa wyborczego, wzajemnego poszanowania oraz walki z kupowaniem głosów.
| Lp. | Imię, otczestwo oraz nazwisko kandydata | Imię, otczestwo oraz nazwisko w języku kirgiskim | Data urodzenia           | Partia polityczna                     | Dotychczasowa kariera polityczna                                                                      | Data zgłoszenia kandydatury |
| --- | --------------------------------------- | ------------------------------------------------ | ------------------------ | ------------------------------------- | --- | --------------------------- |
| 1.  | Ernis Zarłykowicz Zarłykow              | Эрнис Зарлыкович Зарлыков                        | 5 września 1967(dts)     | Niezależny                            | Pierwszy zastępca mera Biszkeku                                                                       | 28 lipca 2017 roku          |
| 2.  | Kamczybek Kydyrszajewicz Taszijew       | Камчыбек Кыдыршаевич Ташиев                      | 27 września 1968(dts)    | Ata Żurt                              | Członek Rady Najwyższej III oraz VI kadencji                                                          | 21 lipca 2017 roku          |
| 3.  | Toktajym Dżumakowna Umetalijewa         | Токтайым Джумаковна Уметалиева                   | 4 kwietnia 1962(dts)     | Niezależna                            | Brak, redaktor gazety                                                                                 | 21 lipca 2017 roku          |
| 4.  | Azimbek Anarkułowicz Beknazarow         | Азимбек Анаркулович Бекназаров                   | 5 listopada 1956(dts)    | Niezależny                            | Brak, adwokat                                                                                         | 17 lipca 2017 roku          |
| 5.  | Arsłanbek Kasymakunowicz Malijew        | Арсланбек Касымакунович Малиев                   | 8 października 1957(dts) | Niezależny                            | Lider partii Aałam. Członek Rady Najwyższej I, II oraz III kadencji.                                  | 16 lipca 2017 roku          |
| 6.  | Sooronbaj Szaripowicz Dżeenbekow        | Сооронбай Шарипович Жээнбеков                    | 16 listopada 1958(dts)   | Socjaldemokratyczna Partia Kirgistanu | Premier Kirgistanu od 13 kwietnia 2016 roku do 22 sierpnia 2017 roku                                  | 15 lipca 2017 roku          |
| 7.  | Adachan Kimsanbajewicz Madumarow        | Адахан Кимсанбаевич Мадумаров                    | 9 maja 1965(dts)         | Bütün Kyrgyzstan                      | Członek Rady Najwyższej I, II, III oraz IV kadencji. Lider partii Bütün Kyrgyzstan                    | 14 lipca 2017 roku          |
| 8.  | Ułukbek Tojczubajewicz Koczkorow        | Улукбек Тойчубаевич Кочкоров                     | 24 czerwca 1974(dts)     | Niezależny                            | Członek Rady Najwyższej V kadencji                                                                    | 12 czerwca 2017 roku        |
| 9.  | Temir Argembajewicz Sarijew             | Темир Аргембаевич Сариев                         | 17 czerwca 1963(dts)     | Ak-Szumkar                            | Były premier Kirgistanu                                                                               | 20 czerwca 2017 roku        |
| 10. | Arstanbek Bejszenalijewicz Abdyłdajew   | Арстанбек Бейшеналиевич Абдылдаев                | 28 kwietnia 1968(dts)    | Niezależny                            | Lider partii Eł uczun                                                                                 | Nie opublikowano zgłoszenia |
| 11. | Taałatbek Szamudinowicz Masadykow       | Таалатбек Шамудинович Масадыков                  | 29 stycznia 1961(dts)    | Niezależny                            | Przewodniczący Socjalistycznej Partii Kirgistanu                                                      | 29 czerwca 2017 roku        |
| 12. | Bakyt Ergeszewicz Töröbajew             | Бакыт Эргешевич Төрөбаев                         | 5 kwietnia 1973(dts)     | Önügüü-Progres                        | Członek Rady Najwyższej IV, V oraz VI kadencji. Lider frakcji Önügüü-Progres                          | 29 czerwca 2017 roku        |
| 13. | Ömürbek Toktogułowicz Babanow           | Өмүрбек Токтогулович Бабанов                     | 20 września 1970(dts)    | Niezależny                            | Członek Rady Najwyższej IV, V oraz VI kadencji. Obecnie wybrany z ramienia partii Respublika-Ata Żurt | 1 lipca 2017 roku           |

### Osoby, które wycofały się ze startu lub odmówiono im rejestracji
11 lipca 2017 roku Centralna Komisja Wyborcza, z powodu nieprzekroczenia przez Kuttubeka Beszbakowa 35 lat, odmówiła rejestracji jego kandydatury. Taka sama decyzja zapadła 8 sierpnia w stosunku do 23-letniego Romana Pawłowicza. 2 sierpnia ze startu zrezygnowali: Anwar Sartajew oraz Nusret Mamedow. Z powodu nieuzyskania wymaganej liczby punktów na teście językowym ze startu w wyborach został wykluczony 4 sierpnia Rusłan Dżunusow. Startu odmówiono również Marcie Kadyrakunownie, Mukanbajdżanowi Tołonowiczowi oraz Kamiłowi Ałybajewiczowi. Powodem takiej decyzji (która zapadła 8 sierpnia) był brak utworzenia funduszu wyborczego oraz niezłożenie wszystkich wymaganych dokumentów. Nie dopuszczony do startu został również Sadyr Dżaparow. Przyczyną takiej decyzji CKW, podjętej 10 sierpnia, było niespełnienie przez niego wymogu o niekaralności - został on w 2013 roku skazany prawomocnym wyrokiem za próbę siłowego przyjęcia władzy na karę pozbawienia wolności na rok i pięć miesięcy. 12 sierpnia swoją rezygnację ze startu złożył Akbarały Ajtikejew - swoją decyzję motywował wątpliwościami co do prawidłowego przebiegu wyborów. 25 sierpnia z uczestnictwa w wyborach zrezygnował Bakyt Degenbajew. Swoją decyzję uzasadnił brakiem przygotowania oraz chęcią lepszego spożytkowania zgromadzonych funduszy. Tego samego dnia zrezygnowali również Marat Imankułow, Sajnidin Sułtanidinow, Ałmazbek Karimow oraz Akyłbek Mansurow.
26 sierpnia z powodu niedostarczenia list z podpisami poparcia odmówiono rejestracji kolejnym 15 kandydatom: Sowetbekowi Abykułowowi, Askarbekowi Abyszewowi, Turatowi Akimowi, Bakirowi Tursunbajowi uułu, Omurbekowi Bołturukowi, Maksatbekowi Dżumabekowi, Zamirze Muratbekowej, Nadzarbekowi Nyszanowi, Temirkułowi Omuralijewowi, Toktobübü Tałasbajewej, Damirze Toktosynowej, Mukarowi Czołponbajewowi, Sandżarbekowi Ennazarowi, Bakytowi Kerimbekowi oraz Maratowi Mergenowi. Kolejnych 2 nie otrzymało certyfikatu językowego. Byli to: Igor Trofimow oraz Szerikuł Mirłan uułu. Tego samego dnia zrezygnował również Sagynbek Abdrachmanow uułu.
4 września odmówiono rejestracji Achmatbekowi Kełdibekowi. Według kirgiskiego prawa wyborczego, aby móc startować w wyborach prezydenckich musi minąć rok od zapłacenia zasądzonego wcześniej mandatu. Tego warunku Kełdibekow nie spełnił. Dwa dni później ogłosił, że zaskarży tę decyzję do sądu. Zażalenie to zostało przez oddalone.
Z powodu niedostarczenia wymaganej ilości 30 tysięcy podpisów poparcia 4 września odmówiono startu w wyborach: Ricie Karasartowej, Kamiłe Szarszekejewej, Tursunbekowi Akunowi, Kubanowi Czorojewowi oraz Tałgatbekowi Kodżogułowi. Z tego samego powodu rejestracji odmówiono: Kanatbekowi Isajewowi, Ischakowi Masalijewowi, Kazybekowi Szajymbetowi oraz Temirbekowi Asanbekowi. Tursunbek Akun 6 września zaskarżył tę decyzję do sądu okręgowego. 11 września, niedopuszczony Kanatbek Isajew ogłosił, że udziela swoje poparcia w wyborach Ömürbekowi Babanowowi. Inne stanowisko zajęła 14 września na nadzwyczajnym posiedzeniu partia, której jest liderem: zdecydowała o  rekomendowaniu kandydatury Sooronbaja Dżeenbekowa.
25 września Kamczybek Taszijew wycofał się z wyborów udzielając poparcia Dżeenbekowi. Decyzję o rezygnacji ze startu podjął również Bakyt Töröbajew. Ogłosił ją 6 października podczas spotkania z wyborcami w mieście Koczkorata. Udzielił poparcia Babanowowi. Jednakże z powodu wcześniejszego wydrukowania kart do głosowania ich nazwiska znalazły się na nich.
| Lp. | Imię, otczestwo oraz nazwisko kandydata | Imię, otczestwo oraz nazwisko w języku kirgiskim | Data urodzenia            | Partia polityczna            | Dotychczasowa kariera polityczna | Data zgłoszenia kandydatury |
| --- | --------------------------------------- | ------------------------------------------------ | ------------------------- | ---------------------------- | --- | --------------------------- |
| 1.  | Marat Erkinowicz Mergenow               | Марат Эркинович Мергенов                         | 25 października 1965(dts) | Niezależny                   | Brak, adwokat | 31 lipca 2017 roku          |
| 2.  | Bakyt Makenowicz Kerimbekow             | Бакыт Макенович Керимбеков                       | 7 lipca 1967(dts)         | Niezależny                   | Brak, prezydent Federacji trójboju siłowego | 31 lipca 2017 roku          |
| 3.  | Sowetbek Syłtanbajewicz Abykułow        | Советбек Султанбаевич Абыкулов                   | 5 stycznia 1954(dts)      | Niezależny                   | Brak, specjalista ds. prognozowania i monitorowania w Ministerstwie Sytuacji Nadzwyczajnych Kirgistanu                                                             | 31 lipca 2017 roku          |
| 4.  | Askarbek Mucajewicz Abyszew             | Аскарбек Мусаевич Абышев                         | 6 września 1964(dts)      | Niezależny                   | Brak, zastępca dyrektora spółki | 31 lipca 2017 roku          |
| 5.  | Roman Pawłowicz Remnew                  | Роман Павлович Ремнев                            | 4 maja 1983(dts)          | Niezależny                   | Brak, obrońca praw człowieka | 31 lipca 2017 roku          |
| 6.  | Kamił Ałybajewicz Toktobajew            | Камил Алыбаевич Токтобаев                        | 23 lipca 1953(dts)        | Niezależny                   | Brak, emeryt | 31 lipca 2017 roku          |
| 7.  | Połotbek Pirmamatowicz Kendżekułow      | Полотбек Пирмаматович Кенжекулов                 | 24 marca 1951(dts)        | Niezależny                   | Brak, przewodniczący fundacji | 29 lipca 2017 roku          |
| 8.  | Akbarały Ysyrajyłowicz Ajtikejew        | Акбаралы Ысырайылович Айтикеев                   | 9 marca 1958(dts)         | Niezależny                   | Lider Partii obrony interesów przemysłowców, rolnictwa, potrzebujących rodzin Republiki Kirgistan, kandydował w wyborach prezydenckich w 2005, 2009 oraz 2011 roku | 28 lipca 2017 roku          |
| 9.  | Mukanbajdżan Tołonowicz Ajmanbajew      | Муканбайжан Толонович Айманбаев                  | 20 sierpnia 1956(dts)     | Niezależny                   | Brak, bezrobotny | 28 lipca 2017 roku          |
| 10. | Marta Kadyrakunowna Kydyralijewa        | Марта Кадыракуновна Кыдыралиева                  | 28 stycznia 1961(dts)     | Niezależna                   | Brak, działacz społeczny | 26 lipca 2017 roku          |
| 11. | Maktymbajew Kałmamat                    | Мактымбаев Калмамат                              | 12 września 1952(dts)     | Niezależny                   | Brak, emeryt | 25 lipca 2017 roku          |
| 12. | Sadyr Hyrgodżojewicz Dżaparow           | Садыр Нургожоевич Жапаров                        | 6 grudnia 1968(dts)       | Niezależny                   | Brak, bezrobotny | 20 lipca 2017 roku          |
| 13. | Rusłan Eszimbekowicz Dżunusow           | Руслан Эшимбекович Джунусов                      | 8 kwietnia 1969(dts)      | Niezależny                   | Brak, dyrektor spółki | 14 lipca 2017 roku          |
| 14. | Nusret Mamedow Musa-Ogly                | Нусрет Мамедов Муса-Оглы                         | 9 maja 1957(dts)          | Niezależny                   | Brak, dyrektor fundacji wspierającej państwa tureckojęzyczne | 14 lipca 2017 roku          |
| 15. | Anwar Ajdarowicz Sartajew               | Анвар Айдарович Сартаев                          | 30 stycznia 1955(dts)     | Niezależny                   | Brak, emeryt | 10 lipca 2017 roku          |
| 16. | Kuttubek Szamurzajewicz Beszbakow       | Куттубек Шамурзаевич Бешбаков                    | 12 lutego 1985(dts)       | Niezależny                   | Brak, dyrektor spółki | 10 lipca 2017 roku          |
| 17. | Turat Kudajbergenowicz Akimow           | Турат Кудайбергенович Акимов                     | 4 września 1962(dts)      | Czong Kazat                  | Brak, główny redaktor gazety | 28 lipca 2017 roku          |
| 18. | Bakir Tursunbaj uułu                    | Бакир Турсунбай уулу                             | 17 marca 1958(dts)        | Niezależny                   | Lider frakcji Erkin Kyrgyzstan, Członek Rady Najwyższej I, II oraz V kadencji, w latach 2002–2007 ombudsman                                                        | 28 czerwca 2017 roku        |
| 19. | Omurbek Ajapbergenowicz Bołturukow      | Омурбек Аяпбергенович Болтуруков                 | 20 września 1955(dts)     | Niezależny                   | Kandydował na prezydenta w wyborach w 2011 roku | 31 lipca 2017 roku          |
| 20. | Maksatbek Kadyrbekowicz Dżumabekow      | Максатбек Кадырбекович Жумабеков                 | 6 maja 1971(dts)          | Niezależny                   | Brak, bezrobotny | 10 lipca 2017 roku          |
| 21. | Zamira Abdykerimowna Muratbekowa        | Замира Абдыкеримовна Муратбекова                 | 27 marca 1955(dts)        | Niezależna                   | Brak, emerytka | 3 lipca 2017 roku           |
| 22. | Nadzarbek Ajtbekowicz Nyszanow          | Назарбек Айтбекович Нышанов                      | 20 marca 1961(dts)        | Niezależny                   | Działacz polityczny, lider wielu ruchów obywatelskich. Zwolennik wystąpienia Kirgistanu z Euroazjatyckiej Uni Gospodarczej                                         | 18 czerwca 2017 roku        |
| 23. | Temirkuł Ałymbajewicz Omuralijew        | Темиркул Алымбаевич Омуралиев                    | 5 maja 1960(dts)          | Niezależny                   | Brak, bezrobotny | 28 lipca 2017 roku          |
| 24. | Toktobübü Tentijewna Tałasbajewa        | Токтобүбү Тентиевна Таласбаева                   | 31 sierpnia 1953(dts)     | Niezależna                   | Brak, prezes fundacji | 19 lipca 2017 roku          |
| 25. | Damira Madanbekowna Toktosynowa         | Дамира Маданбековна Токтосунова                  | 13 października 1961(dts) | Niezależna                   | Brak, konsultant w spółce | 19 lipca 2017 roku          |
| 26. | Mukar Szałtakowicz Czołponbajew         | Мукар Шалтакович Чолпонбаев                      | 29 marca 1950(dts)        | Niezależny                   | Członek Rady Najwyższej I kadencji. Pełnił wtedy również funkcję Toragi Zgromadzenia Ustawodawczego.                                                               | 5 lipca 2017 roku           |
| 27. | Sandżarbek Arzykułowicz Ennazarow       | Санжарбек Арзыкулович Энназаров                  | 9 czerwca 1975(dts)       | Niezależny                   | Brak, bezrobotny | 3 lipca 2017 roku           |
| 28. | Igor Aleksiejewicz Trofimow             | Игорь Алексеевич Трофимов                        | 25 grudnia 1975(dts)      | Niezależny                   | Brak, dyrektor spółki | 10 lipca 2017 roku          |
| 29. | Szerikuł Mirłan uułu                    | Шерикул Мирлан уулу                              | 7 czerwca 1971(dts)       | Niezależny                   | Brak | 15 lipca 2017 roku          |
| 30. | Ömürbek Czirkeszowicz Tekebajew         | Текебаев Чиркешович Өмүрбек                      | 22 grudnia 1958(dts)      | Niezależny                   | Członek Rady Najwyższej I, II, III, V oraz VI kadencji. Lider partii Ata Meken                                                                                     | 18 czerwca 2017 roku        |
| 31. | Bakyt Kudusowicz Degenbajew             | Бакыт Кудусович Дегенбаев                        | 14 sierpnia 1975(dts)     | Niezależny                   | Brak, przewodniczący stowarzyszenia przedsiębiorców | 27 czerwca 2017 roku        |
| 32. | Marat Mukanowicz Imankułow              | Марат Муканович Иманкулов                        | 10 marca 1960(dts)        | Niezależny                   | Brak, emeryt | 30 lipca 2017 roku          |
| 33. | Sajnidin Sułtanidinowicz Sułtanidinow   | Сайнидин Султанидинович Султанидинов             | 5 czerwca 1955(dts)       | Niezależny                   | Kandydował w wyborach prezydenckich w 2011 roku | 27 czerwca 2017 roku        |
| 34. | Ałmazbek Taszpołotowicz Karimow         | Алмазбек Ташполотович Каримов                    | 12 marca 1972(dts)        | Niezależny                   | Brak, dyrektor firmy | Nie opublikowano zgłoszenia |
| 35. | Akyłbek Zułpukarowicz Mansurow          | Акылбек Зулпукарович Мансуров                    | 18 stycznia 1973(dts)     | Niezależny                   | Brak, dyrektor stowarzyszenia | 29 lipca 2017 roku          |
| 36. | Sagynbek Umötaly Abdrachmanow uułu      | Сагынбек Үмөталы Абдрахманов уулу                | 22 kwietnia 1961(dts)     | Niezależny                   | Członek Rady Najwyższej IV kadencji z ramienia SDPK | 3 lipca 2017 roku           |
| 37. | Rita Rachmanowna Karasartowa            | Рита Рахмановна Карасартова                      | 25 grudnia 1975(dts)      | Niezależna                   | Brak, dyrektor spółki pozarządowej | 27 czerwca 2017 roku        |
| 38. | Kamiła Dujszebajewna Szarszekejewa      | Камила Дуйшебаевна Шаршекеева                    | 30 marca 1957(dts)        | Niezależna                   | Minister nauki i kultury w latach 2001-2002, obecnie rektor (провост) Międzynarodowego Uniwersytetu w Centralnej Azji                                              | 28 czerwca 2017 roku        |
| 39. | Tursunbek Akun                          | Турсунбек Акун                                   | 18 lipca 1959(dts)        | Adam ukugu                   | Lider licznych partii politycznych, w latach 2008–2013 ombudsman, przewodniczący Komisji do spraw człowieka przy Prezydencie Kirgistanu w latach 2005–2008         | 8 lipca 2017 roku           |
| 40. | Kuban Amanbiekowicz Czorojew            | Кубан Аманбекович Чороев                         | 29 września 1981(dts)     | Niezależny                   | Brak, ekonomista | 7 lipca 2017 roku           |
| 41. | Tałgatbek Aszyrkułowicz Kodżogułow      | Талгатбек Ашыркулович Кожогулов                  | 25 lipca 1956(dts)        | Niezależny                   | Brak, działacz społeczny | 29 lipca 2017 roku          |
| 42. | Kanatbek Kedejkanowicz Isajew           | Канатбек Кедейканович Исаев                      | 7 lutego 1975(dts)        | Kyrgyzstan                   | Członek Rady Najwyższej V oraz VI kadencji. Lider partii Kyrgyzstan                                                                                                | Nie opublikowano zgłoszenia |
| 43. | Ischak Absamatowicz Masalijew           | Исхак Абсаматович Масалиев                       | 21 maja 1960(dts)         | Partia Komunistów Kirgistanu | Członek Rady Najwyższej III, IV oraz VI kadencji | 24 lipca 2017 roku          |
| 44. | Kazybek Orozakunowicz Szajymbetow       | Казыбек Орозакунович Шайымбетов                  | 24 kwietnia 1955(dts)     | Niezależny                   | Brak, emeryt | 27 lipca 2017 roku          |
| 45. | Temirbek Iszenbajewicz Asanbekow        | Темирбек Ишенбаевич Асанбеков                    | 18 czerwca 1966(dts)      | Meken Yntymagy               | Przewodniczący partii Meken Yntymagy | 27 lipca 2017 roku          |
| 46. | Achmatbek Kełdibekowicz Kełdibekow      | Ахматбек Келдибекович Келдибеков                 | 15 czerwca 1966(dts)      | Ata Żurt                     | Członek Rady Najwyższej III oraz V kadencji | 21 lipca 2017 roku          |

## Test językowy
Test z języka narodowego składa się z czterech części: czytania; słuchania; słownictwa, gramatyki i pisania oraz mówienia. Każdy z kandydatów musi zdobyć certyfikat na poziomie B2 – czyli uzyskać łącznie liczbę punktów powyżej 60%.

### Wyniki
- Pierwsza tura z 26 lipca[104][105][106]:
  - Nadzarbek Nyszanow: 74,5%
  - Temir Sarijew: 81,8%
  - Arstanbek Abdyłdajew: 61,2%
  - Ömürbek Tekebajew: niedopuszczony

- Druga tura z 27 lipca[107]:
  - Bakyt Degenbajew: 89,5%
  - Rita Karasartowa: 86%
  - Kamiła Szarszekejewa: 80,9%
  - Sajnidin Sułtanidinow: 60,35%

- Trzecia tura z 28 lipca[108]:
  - Tursunbaj Bakir uułu: 88,6%
  - Taałatbek Masadykow: 79,8%
  - Bakyt Töröbajew: 71,8%
  - Ömürbek Babanow: 93,5%

- Czwarta tura z 1 sierpnia[109]:
  - Mukar Czołponbajew: 87%
  - Zamira Muratbekowa: 79,5%
  - Sagynbek Abdrachmanow uułu: 74%
  - Sandżarbek Ennazarow: 70,25%

- Piąta tura z 2 sierpnia[110]:
  - Tursunbek Akun: 94,75%
  - Ułukbek Koczkorow: 91,9%
  - Kuban Czorojew: 80,3%

- Szósta tura z 3 sierpnia[111]:
  - Adachan Madumarow: 96,77%
  - Maksatbek Dżumabekow: 81,6%

- Siódma tura z 4 sierpnia[112][113]:
  - Sooronbaj Dżeenbekow: 94,6%
  - Rusłan Dżunusow: 46,1%
- Ósma tura z 7 sierpnia[114]:
  - Azimbek Beknazarow: 86,4%
  - Toktobübü Tałasbajewa: 79,77%
  - Damira Toktosynowa: 73,65%

- Dziewiąta tura z 9 sierpnia[115]:
  - Achmatbek Kełdibekow: 85,9%
  - Kamczybek Taszijew: 83,25%
  - Toktajym Umetalijewa: 76,7%
  - Ałmazbek Karimow: 77,6%

- Dziesiąta tura z 10 sierpnia[116]:
  - Ischak Masalijew: 82,25%
  - Arsłanbek Malijew: 64,27%
  - Kazybek Szajymbetow: 79,37%
  - Maktymbajew Kałmamat: 24,6%

- Jedenasta tura z 11 sierpnia[117]:
  - Turat Akimow – 85,13%
  - Kanat Isajew – 82,15%
  - Temirkuł Omuralijew – 61%
  - Ernis Zarłykow – 60,16%

- Dwunasta tura z 14 sierpnia[118]:
  - Akyłbek Mansurow: 77,34%
  - Tałgatbek Kodżogułow: 72,18%
  - Połotbek Kendżekułow: 58,87%

- Trzynasta tura z 15 sierpnia[119]:
  - Marat Imankułow: 86,15%
  - Omurbek Bołturukow: 87,21%
  - Askarbek Abyszew: 54,46%
  - Sowetbek Abykułow: 43,53%

- Czternasta tura z 16 sierpnia[120]:
  - Bakyt Kerimbekow: nieobecny
  - Marat Mergenow: 61,12%
  - Temirbek Asanbekow: 82,53%

- Piętnasta tura z 17 sierpnia[121]:
  - Ömürbek Tekebajew: 93,75%

#### Poprawka testu językowego
Zgodnie z zapisami o teście językowym kandydaci, którzy nie zgadzają się z wynikiem testu, mają prawo złożyć apelację. Z tego prawa 21 sierpnia skorzystali Askarbek Abyszew oraz Sowetbek Abykułow. Udało im się poprawić swoje wyniki: zdobyli odpowiednio 60,45% oraz 60,54%.

### Sprawa Tekebajewa
25 lipca Sąd w Biszkeku odmówił liderowi partii Ata Meken Ömürbekowi Tekebajewowi wydania paszportu, co uniemożliwiłoby wzięcie przez niego udziału w obowiązkowym teście ze znajomości języka kirgiskiego, który miał się odbyć kolejnego dnia. Obecnie polityk znajduje się w areszcie z powodu toczącego się przeciw niemu postępowaniu, w którym jest oskarżony o korupcję. 
Decyzja ta spowodowała, że jego zwolennicy zorganizowali protesty: początkowo wokół sądu, a następnie Centralnej Komisji Wyborczej. Ostatecznie Centralna Komisja Wyborcza zdecydowała, że oskarżony może zdać test do 10 sierpnia 2017 roku, o ile pozwoli mu na wzięcie w nim udziału sąd. 31 lipca zwolennicy zatrzymanego rozpoczęli protest głodowy mający wymusić na sędziach jego dopuszczenia do testu. Wśród nich znajdował się między innymi brat oskarżonego Ałmaz Tekebajew oraz była deputowana do Rady Najwyższej Asija Sasykbajewa. Z powodu braku konsensusu w tej sprawie członkowie CKW zwrócili się do Toragi Żogorku Kenesz z prośbą o zwołanie roboczego posiedzenia z udziałem liderów parlamentarnych partii w celu uregulowania zaistniałej sytuacji. Ponieważ prośba ta nie miała żadnego odzewu oraz minął wcześniej wyznaczony ostateczny termin napisania testu 10 sierpnia CKW postanowiła nie dopuścić go do udziału w teście. 17 sierpnia Tekebajew zdobył jednak certyfikat językowy - komisja wyborcza została jednak poinformowana o okolicznościach jego napisania.
Mimo to, z powodu skazania go przez sąd pierwszej instancji (co miało miejsce 16 sierpnia) na karę pozbawienia wolności na okres 8 lat, konfiskatę mienia oraz zakaz pełnienia funkcji państwowych przez trzy lata od wyjścia z więzienia oraz nieprawidłowości przy zbieraniu podpisów pod listami poparcia, nie będzie mógł wziąć udziału w wyborach. Oficjalnie został wykreślony z listy kandydatów 4 września. 
W sprawę tę zamieszany jest również inny kandydat w wyborach - Azimbek Beknazarow. Zostały ujawnione nagrania, na których przyznaje się od do składania fałszywych zeznań na korzyść oskarżonego w czasie procesu. Zostało wobec niego w związku z tym wszczęte postępowanie karne.

## Tło wyborów
Do kontrolowania przebiegu wyborów zaproszeni zostali niezależni obserwatorzy m.in. z Biura Instytucji Demokratycznych i Praw Człowieka (400 obserwatorów), Komisji Weneckiej, czy Rady Praw Człowieka oraz zagraniczne komisje wyborcze (m.in. z Nowej Zelandii, Brazylii oraz Norwegii). 22 września swoją misję rozpoczął również sztab Wspólnoty Niepodległych Państw, w skład którego weszło 192 osoby z 9 państw wspólnoty.
31 sierpnia, w czasie przemówienia z okazji Dnia Niepodległości Kirgistanu na Placu Ała-Too, obecny prezydent Ałmazbek Atambajew ogłosił, że władzę będzie pełnił minimum do 1 grudnia oraz uprzedził, że nie pozwoli na żadne demonstracje przeciw nowo wybranemu suzerenowi oraz surowo ukarze ich organizatorów. 
4 września niezależna fundacja "Grażdanskaja platforma" podsumowała dotychczasową pracę dziennikarzy określając ją jako skrajnie stronniczą. Wyraziła również swoje zaniepokojenie z powodu zamykania stacji nieprzychylnych rządowi.
W Ałmaty 19 września doszło do spotkania prezydenta Kazachstanu Nazarbajewa z kandydatem w wyborach Babanowem. Wydarzenie to wywołało wiele kontrowersji. Następnego dnia oficjalne stanowisko w tej sprawie zajęła Centralna Komisja Wyborcza, która oświadczyła, że rozpowszechnianie w mediach informacji o wizycie może być wykorzystywane jako agitacja. Ministerstwo Spraw Zagranicznych Kirgistanu wydało oficjalną notę dyplomatyczną skierowaną do swojego kazachskiego odpowiednika, w której wyraża zdziwienie oraz oficjalnie uznaje zaistniałą sytuację za ingerencję w sprawy wewnętrzne kraju. Doszło również do zaostrzenia kontroli na przejściach granicznych, a w efekcie do sparaliżowania ich funkcjonowania.
W związku z wyborami doszło do licznych interwencji organów bezpieczeństwa. Komitet Bezpieczeństwa Państwowego Republiki Kirgistan zatrzymał lidera partii Mekenczil Melisa Aspekowa pod zarzutem organizacji prób przejęcia władzy w kraju. Pod tym samym zarzutem pozbawiony wolności został deputowany partii Kyrgyzstan Kanatbek Isajew. O przygotowywanie masowych manifestacji oskarżony został były członek Rady Najwyższej Kazybek Szajymbetow.

## Przebieg wyborów
W Kirgistanie stworzono 2375 punktów wyborczych (z czego 234 w stolicy kraju). Dodatkowo utworzono 38 punktów poza granicami państwa. Nad prawidłowym przebiegiem wyborów czuwało około 10 tysięcy milicjantów oraz około 12 tysięcy wolontariuszy z patrolu obywatelskiego.
Według obserwatorów z OBWE wybory umożliwiły swobodną konkurencję kandydatom. Występowały natomiast przypadki wywierania presji na wyborców oraz kupowania głosów. Wystąpiły również problemy przy liczeniu głosów. Członkowie misji ze Wspólnoty Niepodległych Państw określi wybory jako spełniające międzynarodowe standardy, a sposób ich przeprowadzenia jako transparentny i umożliwiający współzawodnictwo między kandydatami. 
Główny kontrkandydat Dżeenbekowa Ömürbek Babanow uznał wynik wyborów. Zaprzeczył również chęci organizowania masowych protestów. Jednocześnie wyraził ubolewanie z powodu prowadzenia wobec niego czarnego pijaru w czasie kampanii oraz "presji administracyjnej". Informował on również o licznych nieprawidłowościach przy głosowaniu, a także zarzucił władzom państwa, że w porozumieniu z Ministerstwem Spraw Wewnętrznych oraz Komitetem Bezpieczeństwa Państwowego organizują prowokacje. O masowych naruszeniach donosił również były Minister Spraw Zagranicznych Kirgistanu Rusłan Kazakbajew. Dziennikarze z jednego z niezależnych internetowych portali na bieżąco informowali w dniu wyborów o nieprawidłowościach. Relacjonowali między innymi liczne przypadki złamania zasady tajności wyborów przez członków komisji wyborczych obserwujących wrzucane do urny głosy, kupowanie głosów oraz niewpuszczanie dziennikarzy do punktów wyborczych. Doszło również do incydentu w lokalu wyborczym w Moskwie. Mimo spełnienia wszelkich formalności grupa okołu 200 obywateli nie mogła oddać głosu. Powodem miała być chęć zagłosowania na niewspieranego przez Atamajewa Babanowa.
Po ogłoszeniu wyników doszło do niewielkich protestów opozycji przeciw nowo wybranemu prezydentowi. Między innymi około 300-400 osób zebrało się pod siedzibą sztabu Babanowa żądając unieważnienia wyborów. Jednakże według oficjalnego komunikatu Ministerstwa Spraw Wewnętrznych na terytorium Kirgistanu nie doszło do żadnych protestów ani manifestacji.

## Wyniki
Oficjalne wyniki wyborów zostały ogłoszone dopiero 30 października - było to spowodowane zapisami w kirgiskim prawie, że może to dopiero nastąpić po zakończeniu wszystkich procesów sądowych związanych z wyborami. Ostatnim z nich był proces Toktajym Umetalijewej przeciwko Centralnej Komisji Wyborczej. Domagała się ona unieważnienia wyników głosowania z 27 komisji wyborczych w Biszkeku. Doszło również do różnicy zdań w samej komisji: zastępczyni przewodniczącego Komisji Wyborczej Atyr Abdrachmatowa odmówiła podpisania protokołu z wynikami głosowania. Uczyniła to w proteście przeciwko nieprzestrzeganiu przez komisję zasad transparentności, kolegialności oraz sprawiedliwego traktowania wszystkich kandydatów.
25 października komisja wyborcza ujawniła, że liczba wydanych kart do głosowania nie odpowiada liczbie oddanych głosów w ośmiu lokalach wyborczych. Postanowiono unieważnić wszystkie oddane w nich głosy - w sumie 1161 głosów.
W związku ze zdobyciem przez Dżeenbekowa ponad 50% głosów wynik wybory zostały rozstrzygnięte w pierwszej turze. Zgodnie z zapisami kirgiskiego Kodeksu wyborczego oficjalne wyniki wyborów zostały upublicznione w ciągu 3 dni, a ich zwycięzca w ciągu 30 dni musi zostać zaprzysiężony prezydenta. Uroczystość ta odbywa się w języku kirgiskim. 

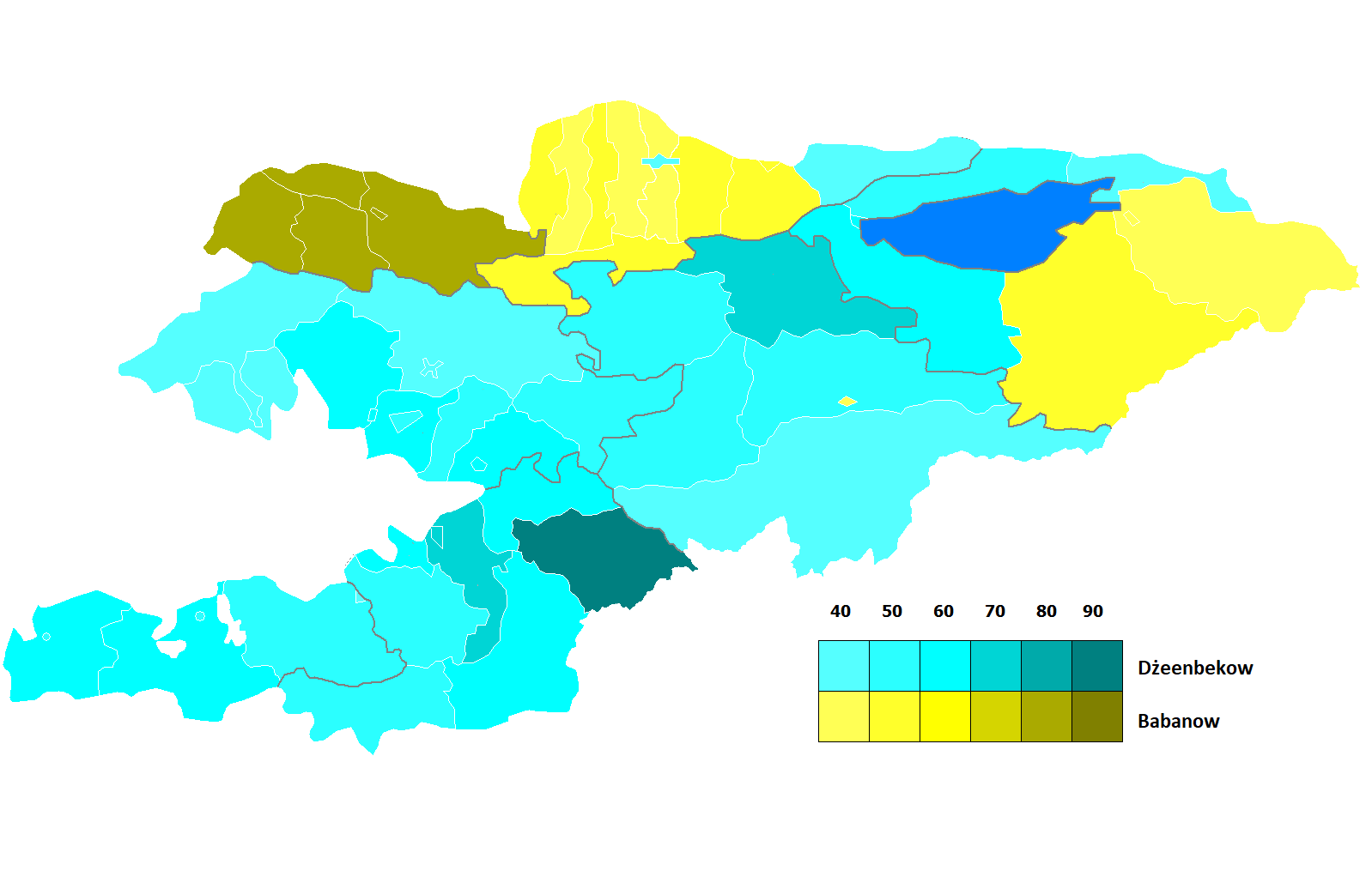
Rozkład głosów dla dwóch głównych kandydatów w poszczególnych regionach kraju

| Lp.                      | Kandydat                 | Głosy     | Procent |
| ------------------------ | ------------------------ | --------- | ------- |
| 1.                       | Ernis Zarłykow           | 1554      | 0,09%   |
| 2.                       | Toktajym Umetalijewa     | 1473      | 0,09%   |
| 3.                       | Temir Sarijew            | 43 311    | 2,55%   |
| 4.                       | Ułukbek Koczkorow        | 8498      | 0,50%   |
| 5.                       | Taałatbek Masadykow      | 10 803    | 0,64%   |
| 6.                       | Ömürbek Babanow          | 568 665   | 33,49%  |
| 7.                       | Arstanbek Abdyłdajew     | 2015      | 0,12%   |
| 8.                       | Azimbek Beknazarow       | 2743      | 0,16%   |
| 9.                       | Sooronbaj Dżeenbekow     | 920 620   | 54,22%  |
| 10.                      | Adachan Madumarow        | 110 284   | 6,57%   |
| 11.                      | Kamczybek Taszijew       | 0         | 0,00%   |
| 12.                      | Arsłanbek Malijew        | 1621      | 0,10%   |
| 13.                      | Bakyt Töröbajew          | 0         | 0,00%   |
| Liczba osób uprawnionych | Liczba osób uprawnionych | 3 014 434 |         |
| Oddanych głosów          | Oddanych głosów          | 1 697 868 | 56,32%  |
| w tym przeciw wszystkim  | w tym przeciw wszystkim  | 12 371    | 0,73%   |

### Wyniki wyborów w poszczególnych regionach kraju
Wyniki wyborów w poszczególnych regionach kraju. Tabela zawiera głosy anulowane 25 października – spowodowane jest to nieopublikowaniem zaktualizowanego zestawienia przez Centralną Komisję Wyborczą.
| Kandydat             | Miasto wydzielone Biszkek | Miasto wydzielone Osz | Obwód dżalalabadzki | Obwód issykkulski | Obwód naryński | Obwód oszyński | Obwód tałaski | Obwód czujski | Obwód batkeński | Poza granicami Kirgistanu |
| -------------------- | ------------------------- | --------------------- | ------------------- | ----------------- | -------------- | -------------- | ------------- | ------------- | --------------- | ------------------------- |
| Ernis Zarłykow       | 627                       | 40                    | 127                 | 117               | 53             | 114            | 87            | 287           | 95              | 14                        |
| Toktajym Umetalijewa | 490                       | 36                    | 121                 | 131               | 103            | 123            | 53            | 319           | 65              | 34                        |
| Temir Sarijew        | 13 422                    | 172                   | 1822                | 5735              | 4442           | 955            | 531           | 15 763        | 431             | 184                       |
| Ułukbek Koczkorow    | 1585                      | 199                   | 617                 | 391               | 259            | 428            | 131           | 756           | 4065            | 86                        |
| Taałatbek Masadykow  | 5605                      | 140                   | 586                 | 884               | 398            | 367            | 174           | 2380          | 175             | 120                       |
| Ömürbek Babanow      | 89 671                    | 20 521                | 83 555              | 59 156            | 33 030         | 63 547         | 67 689        | 125 535       | 25 720          | 1273                      |
| Arstanbek Abdyłdajew | 273                       | 83                    | 351                 | 191               | 254            | 316            | 92            | 296           | 145             | 20                        |
| Azimbek Beknazarow   | 2758                      | 210                   | 136                 | 741               | 194            | 119            | 721           | 50            | 332             | 11                        |
| Sooronbaj Dżeenbekow | 120 091                   | 80 783                | 175 791             | 71 631            | 49 886         | 249 210        | 10 032        | 93 730        | 72 392          | 1815                      |
| Adachan Madumarow    | 10 702                    | 6978                  | 31 374              | 501               | 296            | 29 995         | 105           | 6542          | 22 431          | 1728                      |
| Kamczybek Taszijew   | 0                         | 0                     | 0                   | 0                 | 0              | 0              | 0             | 0             | 0               | 0                         |
| Arsłanbek Malijew    | 383                       | 16                    | 93                  | 788               | 32             | 61             | 11            | 177           | 43              | 19                        |
| Bakyt Töröbajew      | 0                         | 0                     | 0                   | 0                 | 0              | 0              | 0             | 0             | 0               | 0                         |
| Przeciw wszystkim    | 5472                      | 485                   | 794                 | 1060              | 474            | 894            | 88            | 2815          | 178             | 127                       |